# Бернардино де Саагун
Бернардино де Рибеира (шп. Bernardino de Ribeira; Саагун, око 1499. — Тлателолко, 5. фебруар 1590), познатији као Бернардино де Саагун (шп. Bernardino de Sahagún; дословно „Бернардино Саагунски“), био је францискански фратар, шпански мисионар и етнолог, често називан „пиониром антропологије“. Аутор је бројних радова на шпанском и наватл језику, који су највреднији извори за историју претколумбовског Мексика.

## Биографија
Пореклом је из Краљевине Леон, а рођен је као Бернардино де Рибеира, у породици најнижег племства. Дипломирао је на тада познатом Универзитету у Саламанки, на ком је студирао класичну филологију, историју и теологију. Године 1524, изабрао је духовни живот, а рукоположен је за свештеника 1527. године. Након што се замонашио, добио је надимак „Саагун“, у част његовог родног града. Саагун није био у првој групи фратра који су дошли у Нову Шпанију. Међутим, захваљујући свом академском и верском угледу, године 1529. отпловио је за Нову Шпанији као мисионар.
Првобитно је служио у манастиру у Тламаналку, а 1535. године вероватно је основао манастир у Сочимилку, у ком је био старатељ. Године 1536, краљевском уредбом, архиепископ Мексика Хуан де Зумарага основао је Краљевску школу Санта Круз у Тлателолку — прва институција високог образовања у Америци, која је основана како би се деца из домородачких аристократских породица образовала о шпанској култури — у којој је Саагун предавао латински. Од 1539. до 1558. године активно је проповедао у Пуебли, Тули, као и другим местима. Године 1558. кратко време био је викар Мичоакана, али исте године се вратио да подучава латински у Краљевској школи Санта Круз, у којој је предавао до 1585. године, након чега се повукао у манастир Сан Франсиску, где је и умро.